# گوشه‌گیر نوک‌صاف
گوشه‌گیر نوک‌صاف (نام علمی: Phaethornis bourcieri) نام یک گونه از سرده گوشه‌گیرمرغ‌ها است.